# (20294) 1998 FA73
(20294) 1998 FA73 est un astéroïde de la ceinture principale d'astéroïdes découvert en 1998.

## Description
(20294) 1998 FA73 a été découvert le 27 mars 1998 au Centre de recherches en géodynamique et astrométrie (CERGA), à Caussols en France, par le projet scientifique européen OCA-DLR Asteroid Survey (ODAS).

### Caractéristiques orbitales
L'orbite de cet astéroïde est caractérisée par un demi-grand axe de 2,33 UA, un périhélie de 2,19 UA, une excentricité de 0,06 et une inclinaison de 7,23° par rapport à l'écliptique. Du fait de ces caractéristiques, à savoir un demi-grand axe compris entre 2 et 3,2 UA et un périhélie supérieur à 1,666 UA, il est classé, selon la JPL Small-Body Database, comme objet de la ceinture principale d'astéroïdes.

### Caractéristiques physiques
(20294) 1998 FA73 a une magnitude absolue (H) de 15,1 et un albédo estimé à 0,373.